# Глова Оксана
Окса́на Гло́ва (* 1976) — українська біатлоністка, бронзова призерка чемпіонату світу.

## З життєпису
Народилась 1976 року. Помітних міжнародних результатів досягла в сезоні 1999/2000 років. Спочатку виграла бронзу в естафеті на літньому чемпіонаті світу з біатлону у Мінську 1999 року в команді з Оксаною Яковлєвою, Тетяною Литовченко та Іриною Меркушиною.
На старті Кубка світу брала участь в гонці у серії та фінішувала 64-ю в особистому заліку (Хохфільцен). У Косьцеліську виступила на чемпіонаті Європи з біатлону 2000 року, була 23-й в особистому заліку й 24-ю в спринті, 29-ю у переслідуванні з Тетяною Рудь, Наталією Терещенко та Олесею Шаргавіною. Згодом вона виступила на своєму першому чемпіонаті світу з біатлону в Холменколлені у індивідуальному заліку, який вона фінішувала 12-ю. Також на чемпіонаті світу 2001 року в Поклюці вона стартувала в одиночному розряді і фінішувала 54-ю. На початку сезону 2001/2002 Терещенко відмовилася від наступних Кубка світу.